# Конач, Микулаш
Ми́кулаш Ко́нач (также Ко́начек) (чеш. Mikuláš Konáč (Konáček) z Hodiškova, подписывался также лат. Finitor; около 1480—1546) — чешский писатель (главным образом переводчик) и типографщик, очень ценимый своими современниками. Перевёл на чешский язык ряд средневековых трактатов гуманистической направленности, а также — с латинского перевода — древнеиндийский эпос «Панчатантра». Напечатал ряд сочинений Яна Гуса и близких к нему авторов. В 1523 прекратил свою типографскую деятельность и занял место судьи. За свои литературные заслуги Конач был возведён в дворянское достоинство.